# Bābā Shāh Aḩmad
Bābā Shāh Aḩmad (persiska: بابا شاه احمد) är en ort i Iran.   Den ligger i provinsen Kermanshah, i den västra delen av landet, 500 km väster om huvudstaden Teheran. Bābā Shāh Aḩmad ligger 1 640 meter över havet och antalet invånare är 122.
Terrängen runt Bābā Shāh Aḩmad är lite kuperad. Runt Bābā Shāh Aḩmad är det ganska tätbefolkat, med 60 invånare per kvadratkilometer. Närmaste större samhälle är Gahvāreh, 2,8 km öster om Bābā Shāh Aḩmad. Omgivningarna runt Bābā Shāh Aḩmad är i huvudsak ett öppet busklandskap.